# マーダー★ミステリー 〜探偵・斑目瑞男の事件簿〜
『マーダー★ミステリー 〜探偵・斑目瑞男の事件簿〜』（マーダーミステリー たんてい・まだらめみすおのじけんぼ）は、2021年より朝日放送テレビ（ABCテレビ）にて放送されているテレビドラマ（関西ローカル）。
第1弾「腐草館の殺人」が2021年3月20日（19日深夜）の1:34 - 3:19に放送され。3月27日の22:00 - 翌0:00にはABEMAで「全貌解明版」が配信。
体感型ミステリーゲーム「マーダーミステリー」を題材とした作品であり、オーディションを勝ち抜いた出演者が即興で演技を行う。ストーリーテラーである劇団ひとり、剛力彩芽のほか、生瀬勝久、瑠東東一郎、内山聖子が審査員として出演し、キャスト7人の演技力をジャッジする。
第2弾「伊呂鳥荘・湯けむり殺人事件」は2022年3月5日・12日に問題編・解決編の2回に分けて放送。ABEMAでは解決編に未放送映像を加えた完全版「解決編・感想戦」として2時間枠で配信。感想戦の司会は青木たつや。

## あらすじ

### 腐草館の殺人
山奥にある洋館「腐草館」で暮らしている小説家・蛍原晃と妻・美鈴。晃の小説の完成祝いとして、知人を交えての会食を行った。会食の後、館で突如悲鳴が上がり、編集者である魚住舞が死んでいるのが発見される。山奥で雨のため、警察や救急が来るにも時間がかかるため、7人は自らの手で原因究明を行うことにする。

### 伊呂鳥荘・湯けむり殺人事件
旅館・伊呂鳥荘の温泉で死体が発見される。警察に通報するも、土砂崩れで到着が遅れるため、それまでの間、女将である白鳥蘭と他の宿泊客6人は犯人探しを行うことになる。

## 登場人物

### ストーリーテラー
斑目瑞男（まだらめ みすお）
演 - 劇団ひとり
探偵。
村城和兎（むらしろ わと）
演 - 剛力彩芽
瑞男の助手。

### 事件「腐草館の殺人」関係者
蛍原晃（ほとはら あきら）
演 - 両角周
館の主である小説家。
蛍原美鈴（ほとはら みすず）
演 - ちなつ
晃の妻。元編集者。
熊田宏（くまだ ひろし）
演 - 清水宏
館の執事。
馬場由香里（ばば ゆかり）
演 - 浅川琴音（大吟嬢）
館の家政婦。
竜崎克也（りゅうざき かつや）
演 - 斉藤佑介
記者。元出版社勤務。
白鳥恵子（しらとり けいこ）
演 - はなむらちこ
占い師。美鈴の友人
猪又順平（いのまた じゅんぺい）
演 - 松澤和輝
イラストレーター。晃の小説の挿絵を担当。
魚住舞（うおずみ まい）
演 - 武井玲奈
晃の担当編集者。殺害される。

### 事件「伊呂鳥荘・湯けむり殺人事件」関係者
青井戸辰巳（あおいど たつみ）
演 - 劇団ひとり
ピアニスト。
紫堂京介（しどう きょうすけ）
演 - 生瀬勝久
脚本家。5年前から宿泊している。
黄河タカシ（こうが タカシ）
演 - 両角周
映画監督。ロケハンのために旅館を訪れた。
緑谷亮（みどりたに りょう）
演 - 新納慎也
サイエンス探偵として活躍している科学者。
桃瀬さゆり（ももせ さゆり）
演 - 剛力彩芽
黄河の撮影スタッフ。
黒須硝子（くろす しょうこ）
演 - 江野沢愛美
女優。黄河の作品に出るため同行している。
白鳥蘭（しらとり らん）
演 - ベッキー
伊呂鳥荘の若女将。
赤村瑠璃（あかむら るり）
演 - 吉住
被害者。記者。

## スタッフ
- シナリオ - AGATA（第1弾）、山﨑剛（第2弾）
- 構成 - 渡邊仁
- TM - 山中康男
- TD - 長野允耶
- SW - 波田純一
- VE - 中野佑樹、瀧晃一
- CAM - 松本譲治、香月崇志、知花裕樹、川﨑拓真、村田雄哉
- CA - 山内将太郎、藤田尚也
- AUD - 山本耕一、松浦誠治、大山祐馬、木子幸則
- 照明 - 相澤裕一、重國裕治、磯貝大彦、中内泰佑
- SE･MA - 右見嘉英、中川和哉
- 編集 - 今西政之、垣見悠斗
- 技術協力 - アイネックス、ハートス、SOUND-K、ブルーボックススタジオ
- 制作協力 - ABCアニメーション、BAX、ケイマックス、ピープス、ホワイトブレイン、WOW
- 制作チーフ - 岡崎正康

制作進行 - 槌田一平、川原健太
- ディレクター - 中野良、南雄大（第2弾）
- 総合演出 - 光岡麦
- ナレーター - 藤崎健一郎（ABCテレビアナウンサー）
- テーマ曲 - 坂本英城「斑目瑞男のテーマ」
- 企画協力 - ぴあ・ABEMA（第1弾）
- 企画アドバイザー - 眞形隆之
- 企画プロデューサー - 安井一成
- プロデューサー - 白石和也、福田篤、長谷川百合（第2弾）
- チーフプロデューサー - 桒山哲治
- エグゼクティブプロデューサー - 辻史彦
- 制作著作 - ABCテレビ

## 放送・配信時間
配信時間はABEMAのもの。
| 回    | 回             | 放送・配信日  | 曜日               | 放送時間    | 配信時間       |
| ----- | -------------- | ------------- | ------------------ | ----------- | -------------- |
| 第1弾 | 本編           | 2021年3月20日 | 土曜日（金曜深夜） | 1:34 - 3:19 | 1:34 - 3:19    |
| 第1弾 | 全貌解明版     | 2021年3月27日 | 土曜日             | なし        | 22:00 - 翌0:00 |
| 第2弾 | 問題編         | 2022年3月5日  | 土曜日（金曜深夜） | 1:34 - 3:04 | 0:00 - 1:30    |
| 第2弾 | 解決編         | 2022年3月12日 | 土曜日（金曜深夜） | 1:59 - 3:29 |                |
| 第2弾 | 解決編・感想戦 | 2022年3月12日 | 土曜日（金曜深夜） |             | 0:00 - 2:00    |

## 映画
『劇場版 マーダー★ミステリー 探偵・斑目瑞男の事件簿 鬼灯村伝説 呪いの血』として、2024年2月16日に公開。不気味な伝承が残る鬼灯村を舞台に、キャストたちがキャラクター設定と行動指示のみで即興劇を繰り広げる。

### キャスト（映画）
- 斑目瑞男／八村輝夫 - 劇団ひとり
- 村城和兎 - 剛力彩芽
- 二宮純平 - 木村了
- 六車聡 - 犬飼貴丈
- 一乗寺初乃 - 文音
- 七尾優子 - 北原里英
- 三宅麗 - 松村沙友理
- 堀田眞三
- 四谷茂 - 八嶋智人
- 五階堂猛 - 高橋克典

### スタッフ（映画）
- 監督 - 光岡麦
- シナリオ構成 - 渡邊仁
- 企画 - 安井一成
- エグゼクティブプロデューサー - 後藤利一 、松井伸
- チーフプロデューサー - 梅村安、嶋田豪
- プロデューサー - 西前俊典、市川貴裕、龍川拓美
- 企画アドバイザー - 眞形隆之
- 主題歌 - Dannie May『カオカオ』[11]（作詞作曲：マサ / 編曲：マサ、田中タリラ）

## 舞台

### 舞台版 『マーダー☆ミステリー 〜探偵・斑目瑞男の事件簿〜』
『舞台版『マーダー☆ミステリー 〜探偵・斑目瑞男の事件簿〜』』として
2021年12月3日から12月5日まで、東京・浅草花劇場で全5公演が上演された。テレビ版から数十年後に腐草館で再び起きた殺人事件が物語となっており、キャストに与えられてるのは設定と配役のみで、台本、セリフなしの即興芝居と議論で物語が展開する舞台。登場キャラクターの探偵、降霊術師、執事、大学生、画家、小説家、写真家が全5公演で全て異なるキャストで公演された。総合司会役を青木たつやが務め、テレビ版に出演した劇団ひとりと剛力彩芽が映像出演している。公演は浅草花劇場のほか、PIA LIVE STREAMでのライブ配信、見逃し配信も実施。見逃し配信は予定開始日であった12月10日からの延期が発表されたが、後日、2021年12月19日10時から2022年1月19日23時59分までの期間で配信されることが改めて発表された。

#### キャスト（舞台版）
| 役名            | 12月3日    | 12月4日    | 12月4日           | 12月5日                | 12月5日    |
| 役名            | 18:00      | 12:00      | 18:00             | 12:00                  | 18:00      |
| --------------- | ---------- | ---------- | ----------------- | ---------------------- | ---------- |
| 探偵 亀井慎一   | 鈴木裕樹   | 入江甚儀   | 大河元気          | 宮下兼史鷹（宮下草薙） | 安元洋貴   |
| 降霊術師 鷲尾泉 | 加隈亜衣   | 吉田仁美   | 田中道子          | 都丸紗也華             | 上西恵     |
| 執事 犬塚雅     | 佐藤貴史   | 大高洋夫   | 川﨑麻世          | 石井智也               | 市川知宏   |
| 大学生 蛍原梢   | 三森すずこ | 鶴見萌     | 坂口渚沙          | 中井りか               | 長谷川玲奈 |
| 画家 鹿沼久志   | 秋谷啓斗   | 植田慎一郎 | ケビン（BUDDiiS） | 須賀健太               | 丘山晴己   |
| 小説家 猿渡薫   | 大西桃香   | 行天優莉奈 | 込山榛香          | 山田麻莉奈             | 喜多乃愛   |
| 写真家 虎元仁   | 宮城紘大   | 富永勇也   | 松井勇歩          | 加藤勇也               | 碓井将大   |

#### スタッフ（舞台版）
- 原作 - AGATA
- 企画、ゲーム監修 - 眞形隆之
- 構成・監修 - 松多壱岱
- 演出 - 扇田賢
- 舞台監督 - 渡邉勝樹、田中聡
- 美術 - 仁平祐也
- 照明 - 村山寛和
- 音響 - 田中慎也
- 映像 - 曾根久光
- 小道具 - 創木希美
- ヘアメイク - 松前詠美子
- 衣装 - 西田さゆり
- 制作 - ABC&SET
- 制作統括 - ILCA
- 音楽 - 坂本英城「斑目瑞男のテーマ」
- 主催 - バンダイナムコアミューズメント、ABCアニメーション、ぴあ

### 劇場版公開記念『マーダー★ミステリー～探偵・斑目瑞男の事件簿～』on stage
『劇場版公開記念『マーダー★ミステリー～探偵・斑目瑞男の事件簿～』on stage』として、2024年2月21日から25日まで、東京労音大久保会館R'sアートコートで全10公演が上演された（様々な紹介媒体で「斑」が「班」になっているが、タイトル画像では「斑」となっており、報道のみならず公式の文章からして誤植されている）。第一部（昼公演）「月明館の殺人」は、月明館と呼ばれる洋館で起きる事件、第二部（夜公演）「腐草館からの招待状」は、「腐草館」と呼ばれる洋館で起きる事件を、全貌を知らないキャスト達が、即興芝居で演じる。劇場版『マーダー★ミステリー～探偵・斑目瑞男の事件簿～』の公開を記念して上演するスペシャル・イベント。MC（ゲームマスター）は、2月23日の昼・夜の公演のみ高田淳、それ以外は全て青木たつやが担当した。

#### キャスト（on stage）
役名も配役も不明なため、以下の表は形式的なものであって、並んだ人物が同じ役を演じているわけではない。
| 2月21日              | 2月21日              | 2月22日                   | 2月22日                   | 2月23日      | 2月23日      | 2月24日    | 2月24日    | 2月25日        | 2月25日        |
| 14:30                | 18:30                | 14:00                     | 18:30                     | 14:00        | 18:30        | 13:00      | 17:30      | 12:00          | 16:30          |
| -------------------- | -------------------- | ------------------------- | ------------------------- | ------------ | ------------ | ---------- | ---------- | -------------- | -------------- |
| ユジュン(TRITOPS*)   | ユジュン(TRITOPS*)   | ヒョンムン(TRITOPS*)      | ヒョンムン(TRITOPS*)      | 中山優貴     | 中山優貴     | 北原里英   | 北原里英   | やべきょうすけ | やべきょうすけ |
| ウゴン(TRITOPS*)     | ウゴン(TRITOPS*)     | イルグン(TRITOPS*)        | イルグン(TRITOPS*)        | 友常勇気     | 友常勇気     | 田名部生来 | 田名部生来 | 久米伸明       | 関口アナン     |
| ハウル(Blue project) | ハウル(Blue project) | コゴン(PLAYBACK7 project) | コゴン(PLAYBACK7 project) | 佐藤たかみち | 佐藤たかみち | 西葉瑞希   | 西葉瑞希   | 高橋孝輔       | 長島慎治       |
| 阿部快征             | 阿部快征             | 丸山ナオ                  | 丸山ナオ                  | 設楽銀河     | 設楽銀河     | 吉宮瑠織   | 吉宮瑠織   | 三浦健人       | 中野マサアキ   |
| 三島涼               | 三島涼               | 堀田竜成                  | 堀田竜成                  | 佐藤祐吾     | 佐藤祐吾     | 大森莉緒   | 大森莉緒   | 緑川静香       | 文音           |
| 水瀬裕也             | 水瀬裕也             | 徳井太一                  | 徳井太一                  | 堀海登       | 堀海登       | 大滝紗緒里 | 大滝紗緒里 | 下京慶子       | 西山咲子       |
| 緑川青真             | 緑川青真             | 森田陽大                  | 森田陽大                  | 小林竜之     | 小林竜之     | 山來ゆう   | 山來ゆう   | 三澤優衣       | 伊藤桃香       |

#### スタッフ（on stage）
- 原案 - AGATA
- ゲーム監修 - 眞形隆之
- 演出・上演台本 - 扇田賢
- 制作 - ABC&SET、アイエス・フィールド
- キャスティング - 舟橋清美　酒井萌衣（アイエス・フィールド）
- キャスティング協力 - 林修司（ピウス）
- プロデューサー - 後藤利一、市川貴裕、梅村安、嶋田豪
- 主催 - 舞台マーダーミステリー製作委員会（ABCフロンティア、カラビナ、アイエス・フィールド）

## ボードゲーム
2021年10月28日に、アークライトゲームズから『腐草館からの招待状 マーダー☆ミステリー 〜探偵・斑目瑞男の事件簿〜』が発売された。ボードゲームのシナリオは、ドラマ版のオーディションで使用されたゲームシナリオをパッケージ化したもので、ドラマ版と同じくAGATAが手掛けている。
2022年3月29日に、『伊呂鳥荘 湯けむり温泉殺人事件』のオンライン版が販売された。こちらは番組そのままの内容であるため、視聴した人は遊ぶことができない。